# Casa Cuna de San Antonio
La Casa Cuna de San Antonio (también Sala Cuna de Urazurrutia o Casa Cuna de Bilbao) es un edificio de estilo modernista ubicado en la calle Urazurrutia, junto al muelle del mismo nombre, en el barrio de Bilbao La Vieja de la villa de Bilbao, territorio histórico de Vizcaya.

## Antecedentes
En el año 1881 el concejal Fernando Luis de Ybarra Arámbarri presidió una Comisión que se encargó de redactar un proyecto de reforma de la beneficencia municipal. Conseguida la aprobación del ayuntamiento, se pusieron en marcha dos salas cunas, una en la calle Ribera y otra en Urazurrutia, alquilada a Federico Victoria de Lecea, que fue acondicionada por el arquitecto Joaquín Rucoba e inaugurada el 7 de enero de 1884 bajo la administración de las Hijas de la Caridad de San Vicente de Paúl. La Casa Cuna tenía por objeto cuidar durante el día a los niños menores de tres años de las jornaleras mientras estas permanecían en el trabajo, uso que permaneció hasta finales del siglo XX. El Ayuntamiento estuvo a cargo de las salas cunas hasta 1929, año en que pasó a manos de la Caja de Ahorros Municipal de Bilbao.

## Construcción
Deficiencias ocasionadas por el paso del tiempo hicieron que el edificio de la Sala Cuna de San Antonio presentase problemas que llevaron en 1913 a que la junta solicitase una reforma total, ante lo cual el ayuntamiento adquirió el edificio al año siguiente.
En noviembre de ese mismo año el arquitecto Ricardo Bastida presentó un proyecto de edificio de cuatro plantas con estructura de hormigón armado. Fue construido entre los años 1914 y 1916. Fue posteriormente reformado en 1939, añadiéndose una nueva planta diseñada por el propio Ricardo Bastida para cerrar la terraza que originalmente servía de cubierta, diferenciada del resto, y con un ligero vuelo sobre las fachadas en todo su perímetro. Es una obra de estilo modernista, con resabios neomudéjares, en el que destaca la combinación de azulejos producidos por la sociedad “Valencia Industrial” de Burjassot, ladrillos y piedra con clara tradición catalana.
Para el cuidado de la infancia necesitada y sus madres, la Casa Cuna de San Antonio coexistió en Bilbao con la Casa de Maternidad dirigida por Carmelo Gil Gorroño y con la Casa de Expósitos dirigida por Enrique López de la Alberca.

## La Caridad

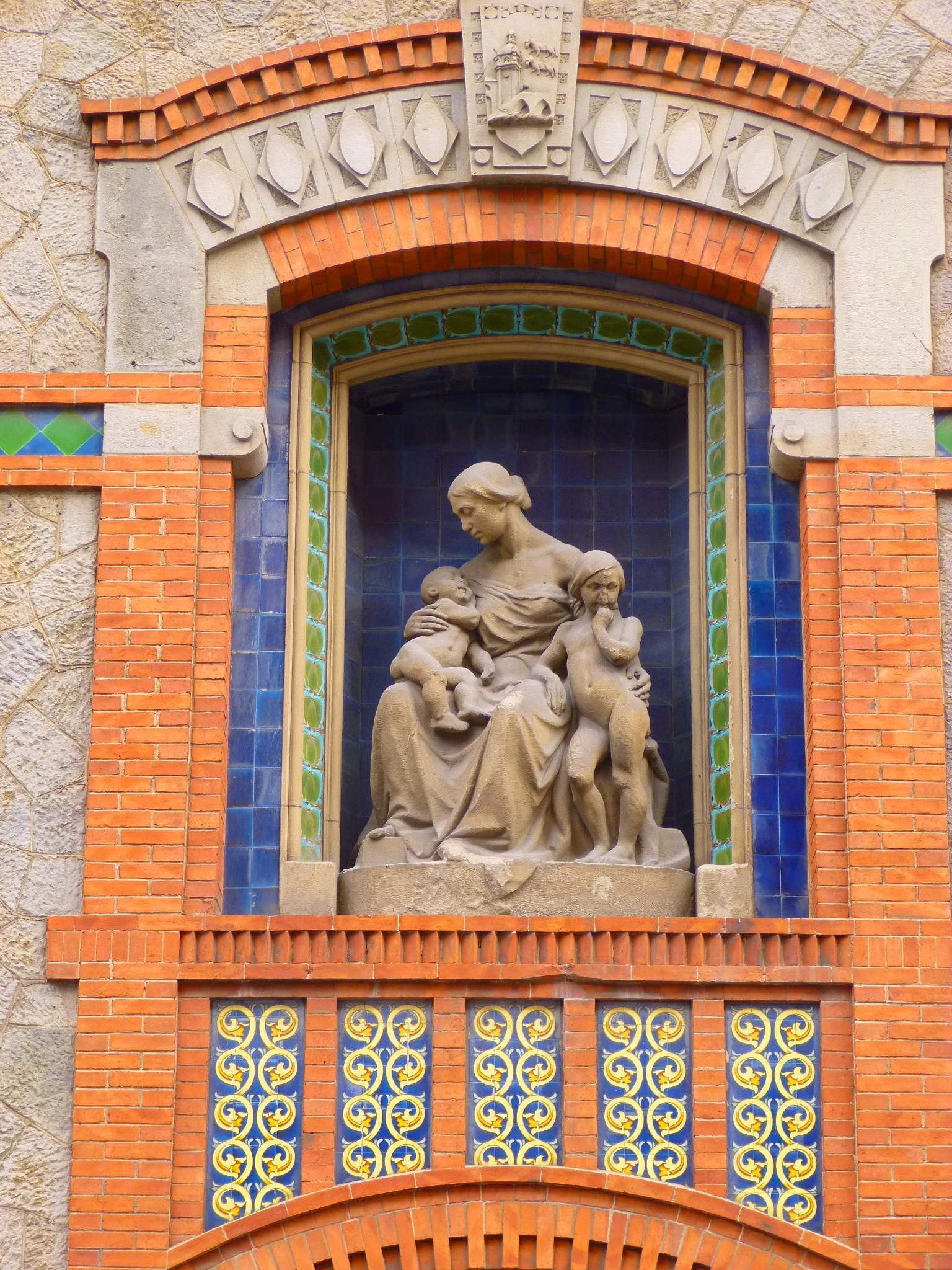
La Caridad.

En la fachada principal se halla un grupo escultórico titulado La Caridad, obra realizada en 1914 por Federico Sáenz Venturinirepresentando a una madre con sus hijos.

## Rehabilitación
En 2018 la Fundación Bancaria BBK, propietaria del edificio, anunció que el centro dejaría su función de guardería. El edificio fue objeto de un proceso de rehabilitación y transformación por parte de la BBK que concluyó en 2021, siendo su objetivo convertirlo en un centro para impulsar proyectos de innovación, el proyecto Casa de los Objetivos de Desarrollo Sostenible (ODS), BBK Kuna. Esta transformación no estuvo exenta de polémica entre los vecinos, ya que en palabras de la Asociación de vecinos de Bilbao La Vieja el proyecto podía ser «interesante a nivel internacional, de cara a nuevas tendencias comerciales europeas», pero dicha transformación del centro «daría definitivamente la espalda a los intereses y necesidades de las personas del barrio, para lo que fue creada a principios del siglo xx».